# Volker Samanns
Heinz Volker Samanns ist ein Brigadegeneral der Luftwaffe der Bundeswehr und seit Juli 2024 Head of the Joint Air Power and Space Staff Element (JAPSSE) im NATO-Militärausschuss.

## Militärische Laufbahn
Samanns trat 1981 in die Bundeswehr ein. Er durchlief verschiedene Verwendungen im Dienstbereich Flugabwehrraketendienst der Luftwaffe.
Samanns nahm am 43. Generalstabslehrgang (Luftwaffe) an der Führungsakademie der Bundeswehr in Hamburg teil, wo er zum Offizier im Generalstabsdienst ausgebildet wurde. Er hatte zudem Verwendungen bei der NATO.
Nach einer Tätigkeit im damaligen Luftwaffenführungskommando übernahm der damalige Oberst Samanns am 20. August 2009 das Kommando über das Taktische Aus- und Weiterbildungszentrum Flugabwehrraketen USA von seinem Vorgänger Oberst Uwe Hänel.
Von März 2012 bis Dezember 2017 war Samanns Referatsleiter des Referats AIN V 3 „Ausrüstung und Nutzung bemannte/unbemannte System Luft und Weltraum, Bodengebundene Luftverteidigung“ im Bundesministerium der Verteidigung. Später wurde er Generalmanager Alliance Ground Surveillance Management Agency der NATO (NAGSMA) in Brüssel (Belgien). Zum 1. April 2021 wurde Samanns Kommandeur Bodengebundene Verbände im Luftwaffentruppenkommando in der Luftwaffenkaserne in Köln. Er übergab den Dienstposten im Juli 2024 an Oberst Arnt Kuebart und wurde anschließend Head of the Joint Air Power and Space Staff Element im NATO-Militärausschuss.